# Arthur Pasquier
Arthur Pasquier (Coulongues-Thouarsais, 1º marzo 1883 – Parigi, 8 dicembre 1963) è stato un ciclista su strada e allenatore di ciclismo francese.

## Carriera
Altri piazzamenti furono il terzo posto nella Marsiglia-Parigi 1902, il settimo posto nella Parigi-Roubaix nel 1903 e nella Bordeaux-Parigi nel 1907.
Dopo aver cessato la carriera da ciclista svolse quella di allenatore. Anche due suoi fratelli, Georges ed Ernest, furono ciclisti negli anni eroici del pedale.

## Piazzamenti

### Grandi Giri
- Tour de France

1904: 8º

### Classiche monumento
- Parigi-Roubaix

1903: 7º